# 梁真忠
梁真忠（1927年—1954年2月8日），廣西省修仁縣人，六十七軍五十六師代理連長，1953年6月至西莒反共救國軍閩北地區司令部服勞役。同年6月29日，因煽惑同僚佔領全島，劫持艦艇投共等事未果而遭逮捕，1954年2月2日遭判死刑，1954年2月8日槍決。

## 生平
梁真忠，1927年生，廣西省修仁縣人，軍校學員隊第一期，六十七軍五十六師代理連長，1950年5月隨軍來台，因請求真除連長職務及申請軍校深造未准而投水自殺獲救，不久獲准長假，在桃園農民處受雇農事及茶行工作，1951年12月13日其部隊有人托其出售手槍，竟持槍至台北市中華路某旅行社行搶未遂，遭逮捕判刑十四年，於軍人監獄坐牢年餘後奉准調服勞役，1953年6月派往馬祖西莒反共救國軍閩北地區司令部砲兵隊，1953年6月29日梁真忠向羅會財、林明、周佑文、謝凱表示曾加入中共華東局，有華東局聯繫人員等事，煽動其調查軍械及兵力分配，計畫佔領全島，劫持艦艇投共，周佑文、謝凱兩人向所部檢舉，羅會財、林明兩人表示不確認梁真忠所述是否為真因而未向上級呈報，梁真忠審訊時則對加入華東局一事堅決否認。
羅會財、林明兩人被依知匪不報判徒刑，梁真忠於1954年2月2日經軍法局判處死刑，於同年2月8日執行槍決。